# SN 2001aa
SN 2001aa – supernowa typu II odkryta 5 marca 2001 roku w galaktyce UGC 10888. W momencie odkrycia miała maksymalną jasność 18,00m.